# Limoi (manzana)
'Limoi es el nombre de una variedad cultivar de manzano (Malus domestica). Esta manzana está cultivada en diversos viveros entre ellos algunos dedicados a conservación de árboles frutales en peligro de desaparición. La manzana 'Limoi' es originaria de Vizcaya, y actualmente se cultiva debido a su sabor dulce para la mesa y muy apreciada en la elaboración de sidra.

## Sinónimos
- "Manzana Limoi",[6][7][8]
- "Limoi Sagarra".[6]

## Historia
'Limoi' es una variedad de manzana cultivada en el País Vasco, está considerada incluida en las variedades locales autóctonas muy antiguas, cuyo cultivo se centraba en comarcas muy definidas. Se caracterizaban por su buena adaptación a sus ecosistemas y podrían tener interés genético en virtud de su adaptación. Estas se podían clasificar en dos subgrupos: de mesa y de sidra (aunque algunas tenían aptitud mixta). Es muy apreciada en la cocina y muy importante en la elaboración de sidra en el país vasco.
'Limoi' es una variedad mixta, clasificada como muy buena en la elaboración de sidra, también se utiliza en la mesa por su sabor y aspecto atractivo; difundido su cultivo en el pasado por los viveros comerciales y cuyo cultivo en la actualidad se ha reducido a huertos familiares, y apreciada en elaboraciones culinarias. Variedad oriunda de Vizcaya.

## Características
El manzano de la variedad 'Limoi' tiene un vigor alto, es árbol de mediana producción; florece a finales de abril; tubo del cáliz en forma de embudo corto, y con los estambres situados en su mitad.
La variedad de manzana 'Limoi' tiene un fruto de tamaño grande; forma turbinada cónica con un cuello pronunciado, el contorno presenta una similitud a un limón como dice su nombre ; piel gruesa, dura, brillante; con color de fondo verde, siendo el color del sobre color lavado de rojo en la cara expuesta al sol, importancia del sobre color media, distribución del color en chapa, y rayas, presenta numerosas lenticelas amarillas, sensibilidad al "russeting" (pardeamiento áspero superficial que presentan algunas variedades) débil; pedúnculo de tamaño pequeño, corto, grosor medio, no sobresale de la cavidad peduncular, anchura de la cavidad peduncular pequeña, profundidad de la cavidad pedúncular es pequeña con los bordes ligeramente resaltados uniformes, y con una  importancia del ruginoso-"russeting" en cavidad peduncular baja; anchura de la cavidad calicina pequeña, profundidad de la cav. calicina pequeña, bordes con unos ligeros abultamientos, en la pared ligero plisamiento, y de la importancia del ruginoso-"russeting" en cavidad calicina débil; ojo pequeño y abierto; sépalos triangulares en la base apretados.
Carne de color blanco. Textura blanda, de mucho zumo regular; el sabor característico de la variedad, dulce; corazón de tamaño medio, desplazado. Eje abierto. Celdas arriñonadas, cartilaginosas de color verde claro. Semillas aristadas, puntiagudas, de tamaño medio, color marrón claro uniforme.
La manzana 'Limoi' tiene una época de maduración y recolección tardía en el otoño, madura en octubre, de larga duración. Tiene uso mixto pues se usa como manzana de cocina, y también como manzana para la elaboración de sidra, como manzana sidrera es una variedad muy apreciada.